# Bugan-myeon
Bugan-myeon (koreanska: 북안면, 北安面) är en socken i den östra delen av Sydkorea, 260 km sydost om huvudstaden Seoul. Den ligger i kommunen Yeongcheon i provinsen Norra Gyeongsang.